# Gili, gili
 Gili, gili peti je studijski album Jelene Karleuše. Izdao ga je Grand Production 21. veljače 1999. godine. Album je prodan u nakladi od 250 000 primjeraka.
Promocija albuma naglo je prekinuta zbog ubojstva Jeleninog zaručnika, Zorana Davidovića „Ćande“.

## Popis pjesama
| Br. | Skladba             | Trajanje |
| --- | ------------------- | -------- |
| 1.  | »Oro osmoro«        | 3:06     |
| 2.  | »Beznadežan slučaj« | 3:06     |
| 3.  | »Gili, gili«        | 3:44     |
| 4.  | »Zamena za ljubav«  | 3:22     |
| 5.  | »Trauma«            | 3:31     |
| 6.  | »Naša žena«         | 3:07     |
| 7.  | »Lepa mlada«        | 3:20     |
| 8.  | »Sve joj moje daj«  | 3:29     |

## Izdanja
| Regija              | Datum | Format(i)  | Izdavač          |
| ------------------- | ----- | ---------- | ---------------- |
| SR Jugoslavija      | 1999. | CD, kaseta | Grand Production |
| Europa              | 1999. | kaseta     | Grand Production |
| Bosna i Hercegovina | 1999. | kaseta     | RENOME           |
| Bugarska            | 1999. | kaseta     | Bofirov Music    |